# テレビ報道記者〜ニュースをつないだ女たち〜
『テレビ報道記者〜ニュースをつないだ女たち〜』（テレビほうどうきしゃ ニュースをつないだおんなたち）は、日本テレビ開局70年スペシャルドラマとして、2024年3月5日に放送されたテレビドラマ。主演は芳根京子と江口のりこ。
日本テレビ報道局を舞台にオウム真理教事件、秋葉原無差別殺傷事件、柴又女子大生放火殺人事件、時効撤廃、東日本大震災、新型コロナウイルスなどの時代を象徴するようなニュースと、それらのニュースを伝えてきたテレビ報道記者たちのそれぞれの世代ならではの葛藤や苦悩、悩みなどを描いていくヒューマンドラマ。 　

## キャスト

### 主要人物
日本テレビ報道局社会部
和泉令
演 - 芳根京子
2019年入社。
ジャーナリスト志望として日本テレビに入社。希望通りに報道局に配属されたものの、情報競争で一喜一憂する先輩たちに対して不満を抱く。
真野二葉
演 - 江口のりこ（学生時：野中梨緒那）
2003年入社。
警視庁記者クラブに配属。未解決事件の被害者遺族を取材していく中で、事件に時効が存在することに疑念を抱き始める。
曽根昭子
演 - 仲間由紀恵（特別出演）
1981年入社。
女性差別を乗り越え、日本テレビ初の女性・テレビ報道記者となる。
平尾成美
演 - 木村佳乃
1995年入社。
オウム真理教事件が起きた年に入社し、のちに女性初の警視庁キャップ（警視庁記者クラブのリーダー）に就任する。

### 周辺人物
西原宏樹
演 - 細田佳央太
和泉の恋人。学生時代からの付き合いだが、新型コロナウイルスなどの取材で忙しい和泉との間に心の距離を感じ始める。
柳田皐月
演 - 富田望生
老人ホームの介護スタッフ。施設でクラスターが発生した際に自身が新型コロナウイルスに感染したことにより責任を感じている。
カン
演 - 山崎静代
記者たちが長年通う焼肉店の店主。客の写真を撮るのが趣味。
海老名雄一
演 - 坂東彌十郎
元警察署長。署長在任中に未解決事件が時効を迎えた後悔から、被害者遺族と共に時効撤廃に向けて活動している。

### 日本テレビ報道局社会部
須貝辰矢
演 - 青木崇高
日本テレビ報道局所属のカメラマンで、真野の夫。口数は少ないが、核心をつく発言をすることがある。
高梨和美（高梨和記）
演 - 中村中
日本テレビ報道局デジタル班所属の報道記者で真野の後輩。入社時は男性だったが、性別移行をしてからはトランスジェンダーであることを公表した上で女性として働いている。
久我健人
演 - 前原滉
報道記者。
根本創
演 - 関隼汰
報道記者。
御厨庸
演 - 平原テツ
報道記者。
奥田颯太
演 - 猪塚健太
報道記者。
友永祐希
演 - 岡部尚
報道記者。
上司
演 - 黒田大輔
曽根の転職のきっかけを作った上司。1996年、曽根の後輩を警視庁キャップに推挙する人事を告げる
梶耕一郎
演 - 玉置孝匡
2008年時の日テレ社会部長。
河合功
演 - 福澤重文
1983年時報道局社会部の曽根の上司。
田村
演 - 髙橋洋
1995年時の警視庁記者クラブキャップ。
犬塚透（カメラマン）、山本、畑中
演 - 山口森広、画大、山崎直樹
上九一色村強制捜査時のオウム真理教取材班。
岡村慎太郎
演 - 新名基浩
真野の部下。時効撤廃のドキュメンタリー制作チーム。
三枝晴信
演 - 宮原尚之
「news every.」 メインデスク。
同僚
演 - 小田純也、野口卓磨
曽根の人事の噂をする1996時の社会部同僚。
黒川、
演 - 奥村知史、續木淳平
曽根の同僚の警視庁記者クラブ記者。

### 日本テレビ報道関係者
アナウンサー
演 - 神田れいみ、安藤咲良、北川彩、菅谷大介（NTVアナウンサー）

アナウンサー
声 - 井上麻里奈、村山喜彦（NTVアナウンサー）、藤田大介（NTVアナウンサー）

編集マン
演 - かいばしら

コロナ専門家
演 - 岐部公好

有働由美子
演 - 有働由美子（本人役）
「news zero」キャスター。

### マスコミ
記者
演 - 高城ツヨシ、岩永光佑
日テレの曽根にスクープを抜かれたことを悔しがる他社の記者。
記者
演 - 森公平
秋葉原通り魔事件に関して稲田捜査一課長を囲み取材する。

### 警察関係者
稲田修平
演 - 寺島進
警視庁捜査一課長。
警視総監
演 - 大河内浩
秋葉原通り魔事件発生時。

### 被害者遺族
小林幸子
演 - 梅沢昌代
柴又女子大生放火殺人事件の被害者遺族。
小林賢二
演 - ベンガル
柴又女子大生放火殺人事件の被害者遺族。後に殺人事件被害者遺族の会（通称「宙の会」）代表。
母親
演 - 宮地雅子
東京・高浜女性殺人事件の被害者遺族。

### 事件関係者
目撃者
演 - 北代祐太
秋葉原通り魔事件時に警察官が警棒を落としてしまい、容疑者が逃亡したと証言する。
男性
演 - 赤松新
和泉が情報を求めて聞き込みに行った先の主人。迷惑だと塩を撒かれる。
荏原亜里沙
演 - 倉園ひかる（写真出演）
恵比寿駅トイレに乳児の遺体を遺棄し逮捕された声優志望の女性。
バニー
演 - 佐藤なつき、宮永薫、鞠奈（いずれも写真出演）
荏原亜里沙の仲間。
男性
演 - 宮本弘佑
和泉からバニーの写真を見せられ荏原亜里沙の面割りをする男性。
男性
演 - カルマ
遺棄致死した赤ちゃんの父親とされる男性。

### その他
藤岡誠
演 - 中村俊介
曽根の恋人。
安西翠
演 - 皆本麻帆
奥田の妻となる女性。
真野二葉の母
演 - 中込佐知子

木浦
演 - 太田順子
真野が子供を預ける保育園の保育士。
須貝湊
演 - 玉造史登
真野二葉と須貝辰矢の息子。
運転手
演 - 遠藤かおる
真野が乗ったタクシーの運転手。

### 役柄不明
演 - 岩戸秀年（役名：小泉誠也）、渡辺翔、五十嵐山人、くれみわ、林千津子、羽山由一郎、黒岩紘翔

## スタッフ
- 脚本 - ひかわかよ
- 演出 - 狩山俊輔
- 音楽 - Jun Futamata
- サウンドデザイン - 石井和之
- VFX - エヌ・デザイン
- 劇中使用記事 - 読売新聞社、新潮社、宝島社
- 劇中使用機材 - 四国放送、南海放送、日本海テレビ放送、福岡放送
- 映像協力 - テレビ岩手、宮城テレビ放送
- プロデューサー - 小田玲奈、長田宙、能勢荘志、平井十和子（ケイファクトリー）、千葉行利（ケイファクトリー）
- 企画 - 大井秀一、下川美奈
- 協力プロデューサー（報道担当）- 木野崎菖
- チーフプロデューサー - 遠藤正累
- 制作会社 - ケイファクトリー
- 製作著作 - 日本テレビ

## 放送日程
| 放送日  | サブタイトル                   | 視聴率 |
| ------- | ------------------------------ | ------ |
| 3月05日 | 歴史的ニュースの裏で彼女たちは | 7.9%   |